# Zucchi (azienda)
Vincenzo Zucchi S.p.A. è una società per azioni italiana che opera nel settore tessile, attraverso la produzione e vendita di articoli per il letto, l’arredamento, il bagno e il mare, la cucina. Nel 2016 è stata acquisita da un fondo francese di private equity, la "Astrance Capital".

## Storia
La società viene fondata nel 1920 da Vincenzo Zucchi ed un altro socio per produrre lenzuola e tovaglie di lino e misto lino.
Nel 1953 la ditta individuale di Zucchi (che nel frattempo si era diviso dalla compagine iniziale) diventa una S.p.A..
Nel 1982 la Vincenzo Zucchi S.p.A. si quota alla Borsa di Milano. Nel 1986, dopo anni di concorrenza, la Zucchi acquista dalla  Marzotto S.p.A., il 100% della Bassetti S.p.A., per un totale di 20 miliardi di lire: la stessa Marzotto, con i 20 miliardi di lire, ricapitalizza Zucchi, diventandone azionista con il 25%. Zucchi diventa il più grande produttore europeo di biancheria per la casa, con 200 miliardi di fatturato, 1320 dipendenti ed il 20% del mercato italiano.
Nel 2006 la Bassetti è fusa per incorporazione nella Vincenzo Zucchi. Nello stesso anno, la Marzotto lascia l'azionariato, cedendo le quote al fondo "Amber", per un importo di 18.9 milioni di euro. È in quegli anni che iniziano le prime avvisaglie di crisi. Nel 2005 l'azienda chiude con una perdita di 51.14 milioni di euro, imputabile anche a causa dell'arrivo in Italia dei prodotti realizzati in estremo oriente e delle grandi catene del tessile per la casa. La società prova a rispondere attraverso riduzioni di organico (750 esuberi su 1700 dipendenti in Italia) e chiusure di stabilimenti 3 su 5 in Francia, in Italia 4 su 9, la filatura nella Z.I. Isca Pantanelle, la tessitura tela di Galliate, la nobilitazione tela e confezione di Casorezzo, il magazzino spedizioni di Ossona e lo stabilimento Bassetti di Sora.
A ciò, si è aggiunto il tentativo di riposizionare verso l'alto i marchi gestiti, anche grazie alla conquista di diverse licenze come ad esempio Diesel, Lacoste, Looney Tunes.
Sebbene nel 2007 i bilanci migliorino leggermente e la società detenga il 25% del mercato italiano, il 15% di quello francese (con le acquisizioni di Jalla, Descamps, Dorma Francia), 360 milioni di euro di fatturato e 3400 dipendenti, nel 2008 viene chiuso anche l'impianto di Notaresco (118 unità). 
Nel 2014 il pacchetto di maggioranza (56.3%) passa a Gianluigi Buffon, il calciatore della Juventus che è entrato come piccolo azionista nel 2009 con il 2% e negli anni è arrivato a detenere un ruolo strategico nella compagine azionaria (direttamente ed indirettamente, con la sua "GB Holding S.r.l."), investendo in azienda quasi 27 milioni di euro (2009-2016), perdendone 20, e diventandone anche consigliere di amministrazione, primo calciatore in Italia a ricoprire questo ruolo.
Nell'aprile 2015, la società viene ammessa al concordato preventivo.
Nel 2016 il fondo francese di private equity Astrance Capital (sede a Parigi, presidente Pascal Lauffer) acquisisce il controllo della GB Holding e quindi dell'azienda Zucchi con i marchi Zucchi e Bassetti. I francesi di Astrance Capital detengono i marchi Descamps, Jardin Secret e Jalla oltre ai marchi in licenza Tommy Hilfiger, Pantone e Laura Ashley.
Nel 2021 la GB Holding S.r.l. esce del tutto dal capitale di Zucchi vendendo ad Astrance l'ultimo pacchetto pari al 15% del capitale.